# Registreringsskyltar i Kosovo

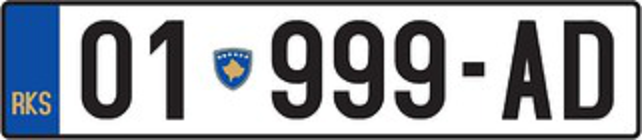
De nya kosovanska registreringsskyltarna som infördes 2010-12-06

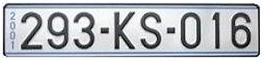
De gamla kosovanska registreringsskyltarna

Registrerinsskyltar i Kosovo består av två siffror som anger vilken stad bilen kommer ifrån, följt av stadsvapnet och ytterligare tre siffror och två bokstäver.
| Code | Distriktkoderna |
| ---- | --------------- |
| 01   | Pristina        |
| 02   | Mitrovica       |
| 03   | Peja            |
| 04   | Prizren         |
| 05   | Ferizaj         |
| 06   | Gjilan          |